# Rue de Turin (Liège)
Pour l’article homonyme, voir Rue de Turin.
La rue de Turin est une artère liégeoise (Belgique) qui va de l'avenue Reine Élisabeth au quai des Ardennes dans le quartier des Vennes.

## Historique
La rue a été créée au début du XXe siècle lors des importants travaux d'aménagement de la rive droite de la Meuse, pour l'organisation de l'exposition universelle de 1905. 

## Origine du nom
L'artère s'appelait initialement rue de la Vesdre puis a pris le nom de rue de Turin en 1958 en raison du jumelage de la ville piémontaise avec Liège.

## Description
La rue plate, rectiligne et pavée d'une longueur d'environ 120 m relie l'avenue Reine Élisabeth au quai des Ardennes. Elle est principalement construite d'immeubles à appartements.

## Voies adjacentes
- Avenue Reine Élisabeth
- Quai des Ardennes

## Architecture et urbanisme
La rue abrite un ensemble de vastes immeubles de logements sociaux de cinq niveaux (quatre étages), construits de 1923 à 1930 pour la société coopérative "La Maison liégeoise" d'après les plans de l'architecte Melchior Jeurgen dans un style moderniste teinté d'Art Déco. Les immeubles sont réalisés en brique sur des soubassements divers, le plus souvent en grès de teintes différentes suivant les bâtiments. L'immeuble situé au no 1 est daté de 1923 et la partie supérieure de la porte d'entrée du no 2 est entourée de deux abeilles sculptées.

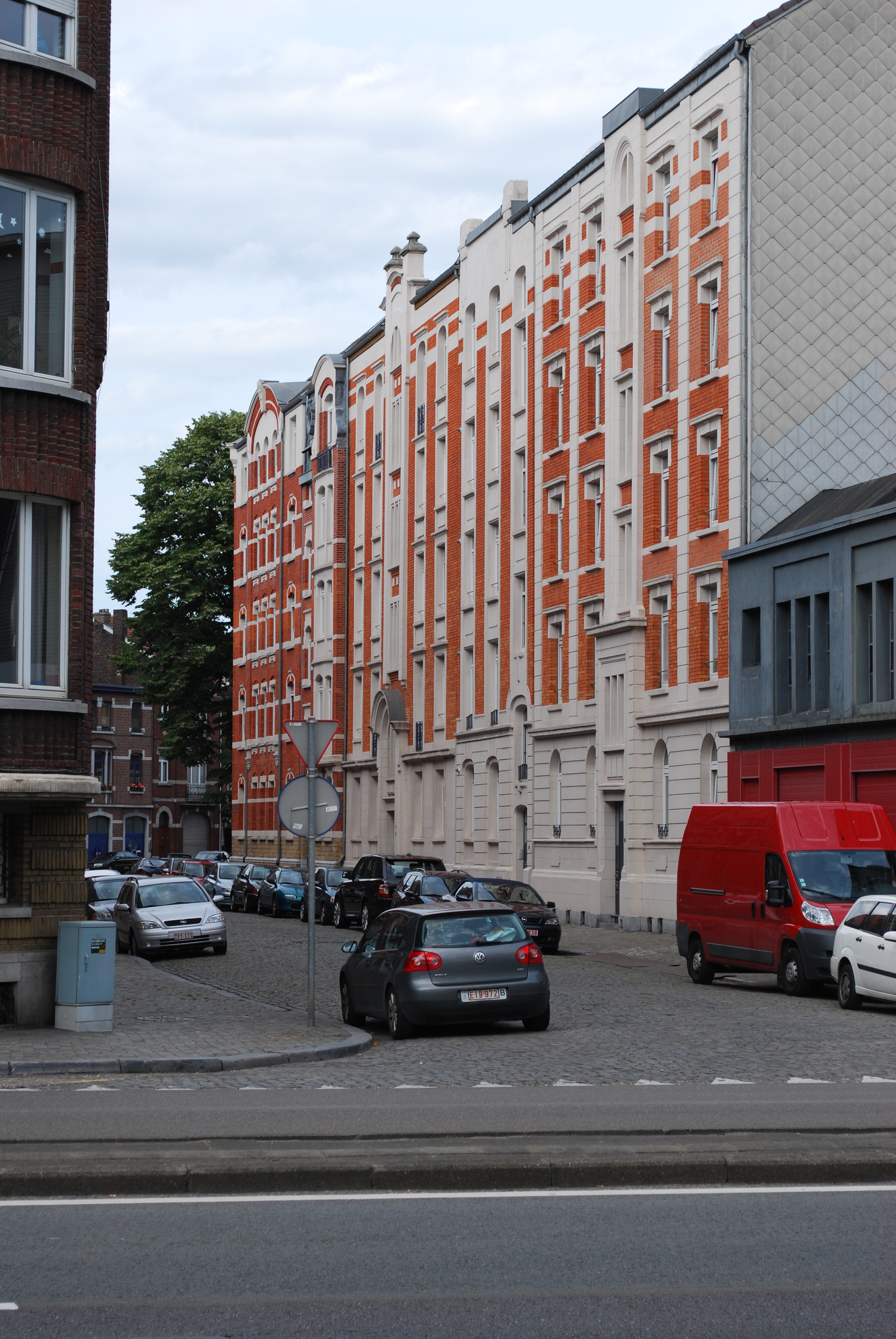
Côté impair de la rue de Turin depuis le quai des Ardennes